# 1529

## Събития
- 3 август – „Мирът на дамите“, мирен договор, подписан в Камбре, Италия, между майката на Франсоа I Луиза Савойска и лелята на Карл V Маргарита Австрийска, и Мария Люксембургска за прекратяване военния конфликт между Франция и Испания.
- Първата обсада на Виена от страна на Османската империя, предвождана от султан Сюлейман Великолепни и Ибрахим паша.

## Починали
- 21 юни – Джон Скелтън, английски поет